# The Lady Killer (album)
The Lady Killer è il terzo album studio del cantante statunitense Cee Lo Green, pubblicato il 5 novembre 2010 dalla Elektra Records. La produzione dell'album è stata curata da Salaam Remi, ELEMENT, The Smeezingtons, Fraser T. Smith, Paul Epworth e Jack Splash fra il 2009 ed il 2010.
L'album ha debuttato alla nona posizione della classifica Billboard 200 con oltre 41,000 copie vendute nella prima settimana. In totale l'album ha venduto oltre 500,000 copie nei soli Stati Uniti ed è stato certificato disco d'oro. L'album è stato anticipato dal successo internazionale Fuck You!.

## Tracce
1. The Lady Killer Theme (Intro) - 1:37
2. Bright Lights, Bigger City - 3:38
3. Fuck You!  - 3:43
4. Wildflower - 4:02
5. Bodies - 3:43
6. Love Gun (featuring Lauren Bennett) - 3:20
7. Satisfied - 3:26
8. I Want You - 3:36
9. Cry Baby - 3:27
10. Fool for You (featuring Philip Bailey)  - 3:40
11. It's OK - 3:46
12. Old Fashioned - 3:24
13. No One's Gonna Love You - 3:29
14. The Lady Killer Theme (Outro) - 0:58

Tracce bonus dell'edizione giapponese
1. Georgia - 3:46
2. Grand Canyon - 3:25

Tracce bonus dell'edizione iTunes/Amazon
1. Everybody Loves You (Baby) - 3:32
2. Scarlet Fever - 4:45

Tracce bonus dell'edizione Best Buy
1. Red Hot Lover - 3:15
2. Grand Canyon - 3:25

## Classifiche
| Classifica(2010)                | Posizione più alta |
| ------------------------------- | ------------------ |
| Australia                       | 24                 |
| Belgio                          | 91                 |
| Canada                          | 29                 |
| Paesi Bassi                     | 43                 |
| Europa                          | 27                 |
| Francia                         | 90                 |
| Germania                        | 77                 |
| Irlanda                         | 18                 |
| Scozia                          | 16                 |
| Svezia                          | 53                 |
| Regno Unito                     | 3                  |
| US Billboard 200                | 9                  |
| US Billboard R&B/Hip-Hop Albums | 2                  |